# الاحتجاجات التونسية 2016
في يناير 2016، اندلعت احتجاجات في منطقة القصرين بتونس بسبب البطالة، حيث بلغت معدلات البطالة في الولاية 30٪ وحوالي 15.3٪ على المستوى الوطني. شملت الاحتجاجات عنف ضد الشرطة أثناء محاولة صدها ومسيرة على الأقدام نحو العاصمة تونس. استمرت الأحداث لمدة أسبوع مما أدى إلى إصابة 59 ضابطًا و40 متظاهرًا مما دفع الحكومة إلى فرض حظر التجول.